# Estação Arganzuela-Planetario

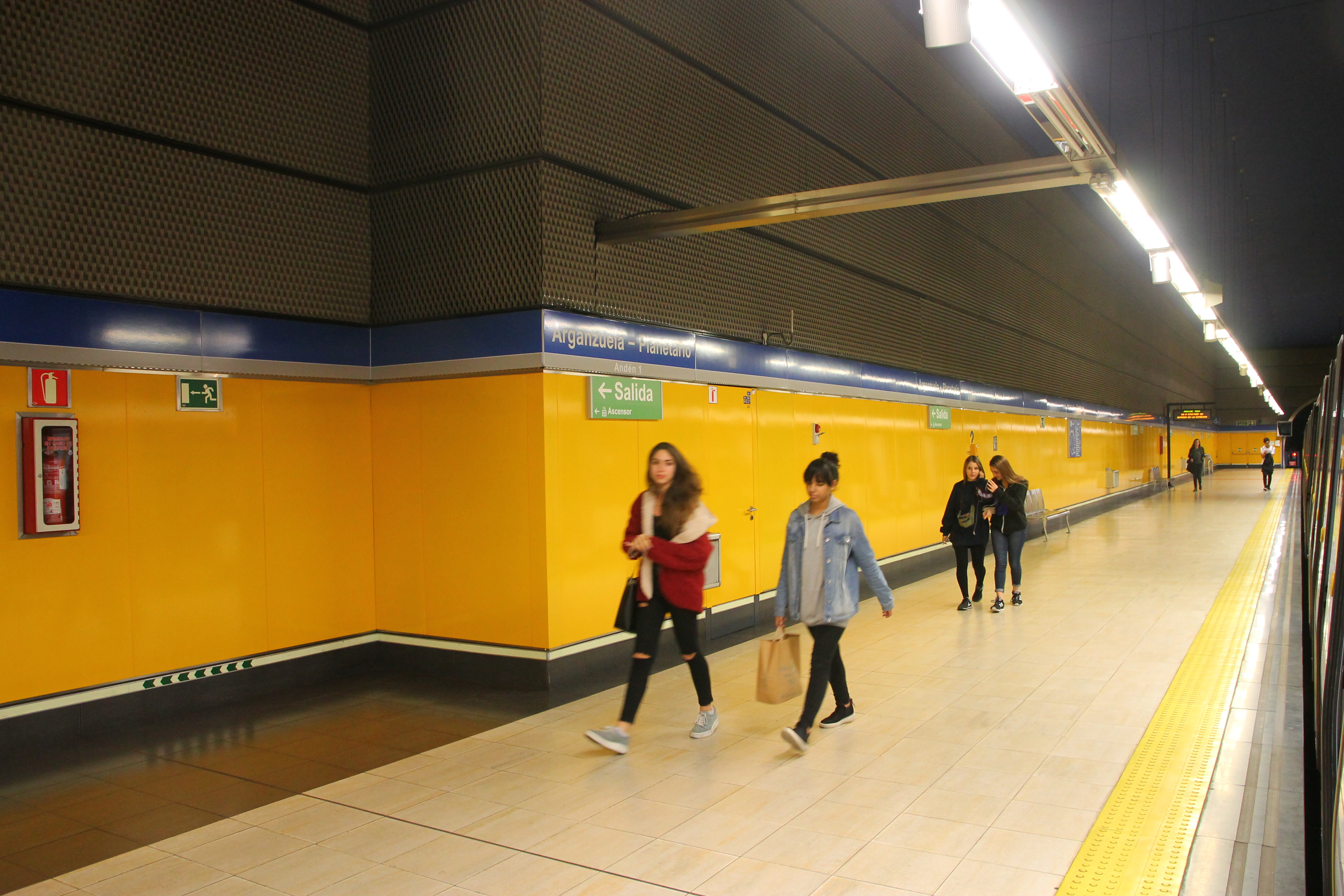
Plataforma de embarque.

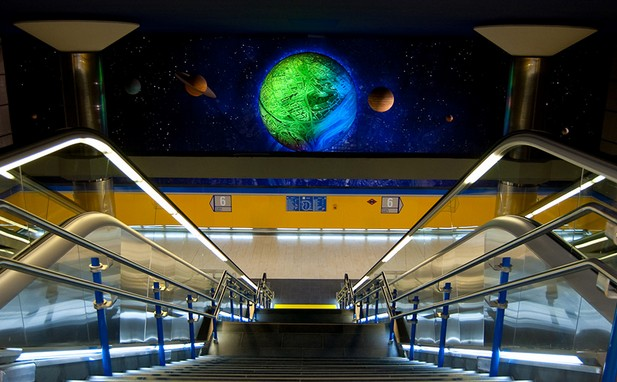
Escadas rolantes.

Arganzuela-Planetario é uma estação da Linha 6 do Metro de Madrid.

## História
A estação foi aberta ao público em 26 de janeiro de 2007. Está localizada junto ao Parque Tierno Galván e o Planetário de Madrid no distrito de Arganzuela.